# Campago
Se llamaba campago (del latín, campagus) al calzado de los oficiales romanos. 
Se diferenciaba de la caliga en que esta era una simple suela atada sobre el pie con algunas correas y el campago tenía una orla cosida alrededor de ella que cubría el talón y todos los dedos, dejando solamente descubierta la parte superior del pie. Además, se aseguraba con varias correas que se iban cruzando hasta media pierna.